# Johan Sten
Johan Oscar Sten, född 8 april 1939 i Malmö, är en svensk målare och tecknare.
Han är son till konstnären Anders Wilhelm Sten och Gertrud Asp och dotterson till Hjalmar Charles Astley Asp. Sten studerade vid Skånska målarskolan 1955, Slöjdföreningens skola i Göteborg 1960–1961 och vid Anders Beckmans reklamskola 1961–1964 samt genom självstudier under resor till USA och Danmark. Han har huvudsakligen från 1965 varit verksam som reklamtecknare för olika företag och bedrivit sitt konstnärskap som en bisyssla. Han medverkade i sin första konstutställning 1959 då han medverkade i Skånes konstförenings höstutställning. Hans konst består av figurstudier, stilleben och landskapsmålningar.    